# Thiescourt
Thiescourt é uma comuna francesa na região administrativa de Altos da França, no departamento de Oise. Estende-se por uma área de 13,03 km². Em 2010 a comuna tinha 771 habitantes (densidade: 59,2 hab./km²).